# Nước muối cô đặc
Nước muối cô đặc (tiếng Anh: brine) là dung dịch muối có hàm lượng muối cao (thường là natri chloride) trong nước. Trong các bối cảnh khác nhau, nước muối cô đặc đề cập tới dung dịch muối, từ 3,5% (nồng độ nước biển điển hình, ở phần cuối dưới của các dung dịch dùng để ngâm thức ăn), lên đến khoảng 36% (dung dịch bão hòa điển hình, tùy thuộc vào nhiệt độ). Nồng độ thấp hơn được gọi bằng các tên khác nhau: nước ngọt, nước lợ và nước muối.
Brine trong thiên nhiên xuất hiện trên bề mặt Trái Đất ở hồ nước mặn, vỏ Trái Đất và trong các bể nước muối đặc trên đáy đại dương. Các hồ nước muối có nồng độ cao thường xuất hiện do sự bốc hơi nước mặn ở mặt đất với nhiệt độ môi trường cao. Nước muối cô đặc được sử dụng cho chế biến và nấu ăn (ngâm nước muối và ngâm giấm), để làm tan băng đường sá và các công trình khác, và trong một số quá trình công nghệ. Nó cũng là sản phẩm phụ của nhiều quá trình công nghiệp, chẳng hạn như khử muối, và có thể gây nguy cơ môi trường do tác động ăn mòn và độc hại của nó, do đó nó cần xử lý nước thải để thải bỏ đúng cách.

## Trong thiên nhiên

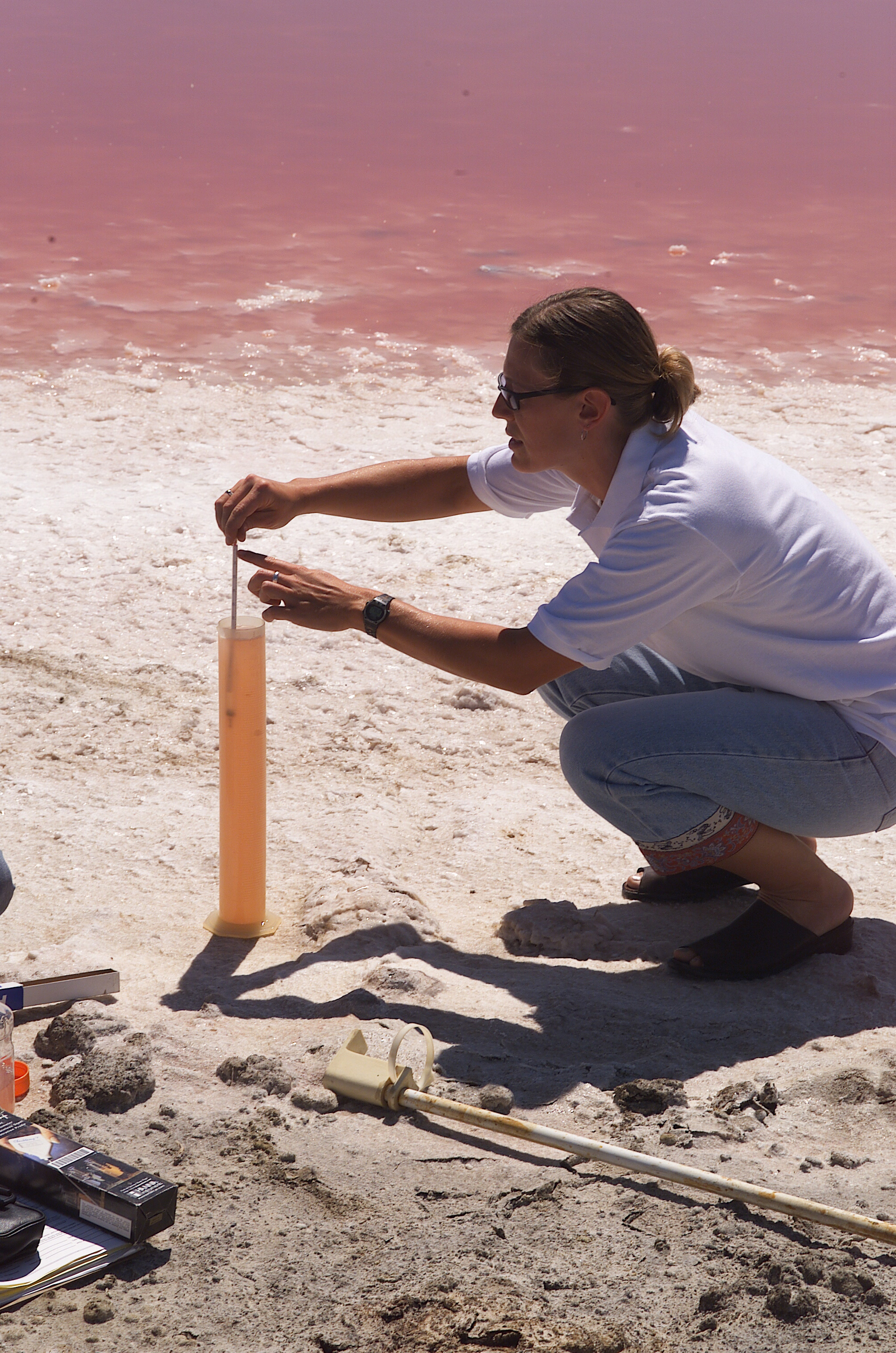
Một kỹ thuật viên của NASA đo mức nồng độ muối của nước muối sử dụng một phù kế tại một hồ muối bay hơi ở San Francisco.

Nước muối có nồng độ muối tương đối cao (thường là natri chloride) xảy ra tự nhiên trên bề mặt Trái Đất (hồ muối), lớp vỏ Trái Đất và trong bể nước muối trên đáy đại dương.
Nước muối cô đặc được xén ra ở bề mặt suối nước mặn. Nội dung của chất rắn hòa tan trong nước ngầm thay đổi rất lớn từ vị trí này sang vị trí khác trên Trái Đất, cả về thành phần cụ thể (ví dụ halite, anhydride, cacbonat, thạch cao, muối fluoride, halogen hữu cơ và muối sulfate) và mức độ tập trung. Sử dụng một trong nhiều cách phân loại nước ngầm dựa trên tổng lượng chất rắn hòa tan (TDS), nước muối cô đặc là nước có chứa hơn 100.000 mg / L TDS. Nước muối cô đặc thông thường được sản xuất trong quá trình hoàn thiện các hoạt động, đặc biệt là sau khi thủy lực cắt phá một cái giếng.

## Sử dụng

### Nấu ăn
Nước muối cô đặc là một tác nhân thông thường trong chế biến thức ăn và nấu ăn. Ngâm muối được sử dụng để bảo quản hoặc gia vị thực phẩm. Ngâm muối có thể được dùng cho rau, pho mát và trái cây trong quá trình được gọi là ngâm giấm. Thịt và cá thường được ngâm trong nước muối cô đặc trong thời gian ngắn hơn, như một hình thức ướp thịt cá, để cho chúng được mềm hơn và tăng cường hương vị của nó, hoặc để kéo dài thời hạn lưu trữ.

### Chất làm lạnh
Brine là chất lỏng thông thường được sử dụng làm chất làm lạnh thứ cấp trong các thiết bị làm lạnh lớn để vận chuyển năng lượng nhiệt từ nơi này sang nơi khác. Là những chất làm lạnh rẻ tiền, brine thường dùng để làm lạnh dựa trên calci chloride, natri chloride và glycol. Nó được sử dụng vì việc bổ sung muối vào nước làm giảm nhiệt độ đóng băng của dung dịch và hiệu quả vận chuyển nhiệt có thể được tăng cường rất nhiều vì chi phí vật liệu tương đối thấp. Điểm đóng băng thấp nhất có thể đạt được đối với nước muối NaCl là -21,1 °C (-6,0 °F) với 23.3wt% NaCl . Đây được gọi là điểm eutecti.
Thiết bị phun nước muối Natri chloride được sử dụng trên một số tàu cá để đông lạnh cá. Nhiệt độ nước muối thường là -5 °F (-21 °C). Nhiệt độ đóng băng là -31 °F (-35 °C) hoặc thấp hơn. Với nhiệt độ nước muối cao hơn, hiệu quả của hệ thống đối với sự đóng băng của không khí có thể cao hơn. Cá có giá trị cao thường được đông lạnh ở nhiệt độ thấp hơn, thấp hơn giới hạn nhiệt độ thực tế của nước muối.
Do tính chất ăn mòn của nước muối, glycol như polyethylene glycol, đã trở nên phổ biến cho mục đích này.

### Làm mềm và lọc sạch nước
Brine là một chất phụ trợ trong hệ thống làm mềm nước và lọc nước liên quan đến công nghệ trao đổi ion. Ví dụ phổ biến nhất là máy rửa chén gia đình, sử dụng natri chloride ở dạng muối máy rửa chén. Brine không tham gia vào quá trình tinh chế, nhưng được sử dụng để tái tạo nhựa trao đổi ion theo chu kỳ. Nước được xử lý chảy qua thùng nhựa cho đến khi nhựa được coi là cạn kiệt và nước được làm sạch đến mức mong muốn. Nhựa này sau đó được tái tạo bằng cách tẩy rửa các giọt nhựa để loại bỏ các chất rắn tích luỹ, làm sạch các ion đã loại bỏ khỏi nhựa với một dung dịch cô đặc của các ion thay thế và rửa lại dung dịch rửa từ nhựa. Sau khi xử lý, hạt nhựa trao đổi ion bão hòa với ion calci và magnesi từ nước đã được xử lý, được tái tạo bằng cách ngâm trong nước muối có chứa 6-12% NaCl. Các ion natri từ nước muối thay thế ion calci và magnesi trên hạt.

### Làm tan băng
Ở nhiệt độ thấp hơn, dung dịch nước muối có thể được sử dụng để làm tan băng hoặc làm giảm nhiệt độ đóng băng trên đường.

## Nước thải
Nước muối cô đặc là sản phẩm phụ của nhiều quá trình công nghiệp, như khử muối cho người tiêu dùng và thủy lợi, tháp giải nhiệt của nhà máy điện lực, sản xuất nước từ khai thác dầu và khí thiên nhiên, thải axit mỏ, thẩm thấu ngược, xử lý nước thải bằng clo-kiềm, và chất thải thoát ra từ nhà máy giấy, và các dòng chất thải từ quá trình chế biến thực phẩm và nước giải khát. Cùng với muối pha loãng, nó có thể chứa dư lượng các hóa chất tiền xử lý và làm sạch, phụ phẩm phản ứng của chúng và các kim loại nặng do ăn mòn.
Nước muối nước thải có thể gây ra một mối nguy lớn về môi trường, do tác động gây ra sự ăn mòn và lắng cặn của muối và độc tính của các hóa chất khác pha loãng trong nó. Nó phải được xử lý đúng cách, mà có thể đòi hỏi giấy phép và tuân thủ các quy định về môi trường.
Cách đơn giản nhất để vứt bỏ nước muối không bị ô uế từ các nhà máy khử muối và tháp giải nhiệt là đưa nó trở lại đại dương. Để hạn chế tác động môi trường, nó có thể được pha loãng với một dòng nước khác, như nước thoát ra từ một nhà máy xử lý nước thải hoặc nhà máy điện. Vì nước muối cô đặc nặng hơn nước biển và sẽ tích tụ ở đáy đại dương, nó đòi hỏi các phương pháp để đảm bảo sự khuếch tán thích hợp, chẳng hạn như lắp đặt thiết bị khuếch tán dưới nước trong hệ thống cống rãnh. Các phương pháp khác bao gồm làm khô trong ao bốc hơi, bơm vào giếng sâu, và cất giữ và tái sử dụng nước muối để tưới tiêu, làm tan băng hoặc kiểm soát bụi.
Công nghệ xử lý nước muối ô nhiễm bao gồm: quá trình lọc màng, như thẩm thấu ngược; các quá trình trao đổi ion như điện phân hoặc trao đổi cation axit yếu; hoặc quá trình bốc hơi, như bộ ngưng tụ nước muối và các tinh thể sử dụng nén hơi cơ học và hơi nước.